# Liga Feminina de Moçambique
A Liga Feminina de Moçambique, também conhecida por seu acrônimo LIFEMO, foi uma organização contectada à FRELIMO (Frente de Libertação de Moçambique), fundada em 1962. Visava apoiar as famílias de combatentes durante a guerra de independência e divulgar os princípios da Frente. Selina Simango ocupou sua presidência, e Priscila Gumane, a vice-presidência. Além da participação no Congresso Pan-africano de Mulheres, tais dirigentes viajavam com certa frequência, estabelecendo uma rede de apoio com países ou organizações que colaboraram com as lutas pela independência na África.
Contudo, com o início do conflito armado em Moçambique, novas exigências foram impostas. Diante da necessidade de defesa e mobilização das zonas libertadas, e nas ainda controladas por Portugal, surge em 1967, um ano após o fim da LIFEMO, o Destacamento Feminino. Composto por guerrilheiras que solicitaram treinamento militar à direção da FRELIMO, essas combatentes ocuparam territórios reservados aos homens, provocando uma revolução nas zonas camponesas e conservadoras, delimitando o poder e controle dos homens sobre a função produtiva e reprodutiva das mulheres.